# Thurmansbang
Thurmansbang è un comune tedesco di 2 436 abitanti, situato nel land della Baviera.